# Dioecrescis erythroclada
Dioecrescis erythroclada är en måreväxtart som först beskrevs av Wilhelm Sulpiz Kurz, och fick sitt nu gällande namn av Deva D. Tirvengadum. Dioecrescis erythroclada ingår i släktet Dioecrescis och familjen måreväxter. Inga underarter finns listade i Catalogue of Life.